# Аразап
Араза́п (арм. Արազափ) — село в марзе Армавир, на западе Армении.
Главой сельской общины является Манвел Арутюнян.

## География
Расположено в 15 км юго-восточнее города Армавир, в 4 км юго-восточнее села Аргаванд, в 4 км юго-западнее села Варданашен и в 5 км северо-западнее села Маргара. Расстояние от Еревана — 45 км, от государственной границы РА — 0,5 км, высота над уровнем моря: 845 м, климат сухой. Население села: 1833 человека. Площадь села: 1269,6 га, из которых 812,5 га пахотных земель, 11 га садов.

## История
Прежнее название села — Эвджилар.
10 апреля 1947 года село Эвджилар Октемберянского района Армянской ССР было переименовано в Аразап.

## Настоящее время
Памятники культуры — Татулу Уряну и часовня Св. Вардан Зоравар (по легенде на месте, где ночевал Вардан Мамиконян по дороге на Аварайр). В селе есть одна общеобразовательная школа, в которой насчитывается 290 учеников, амбулатория, дом культуры, общественный центр и детский сад.

## Известные уроженцы
Карапетян Асканаз Георгиевич (20 декабря 1899 — 1 ноября 1978) — Герой Советского Союза, генерал-майор.